# Pêpê (football, 1997)
Pedro Filipe Figueiredo Rodrigues, dit Pêpê, né le 20 mai 1997 à Sátão au Portugal, est un footballeur portugais qui évolue au poste de milieu central au Paphos FC.

## Biographie

### Débuts professionnels
Pêpê est formé par l'Académico de Viseu, avant de rejoindre le Benfica Lisbonne où il passe une grande partie de sa formation.
Sans avoir joué aucun match avec l'équipe première du Benfica, il est prêté au GD Estoril Praia lors de la saison 2017-2018. A cette occasion, il fait ses débuts en professionnel, le 27 août 2017, lors de la quatrième journée de championnat face au Sporting CP. Il entre en cours de partie lors de cette rencontre qui se termine par la défaite des siens (2-1). Le 30 janvier 2018, il inscrit son premier but en professionnel, en ouvrant le score sur une passe décisive de Lucas Evangelista face au CD Tondela, en championnat. Estoril s'impose sur le score de trois buts à zéro ce jour-là.

### Vitória Guimarães
Le 28 juin 2018, Benfica annonce le prêt de Pêpê à un autre club de Liga NOS pour la saison 2018-2019, le Vitória Guimarães. Il joue son premier match sous ses nouvelles couleurs le 31 août 2018, face au CD Tondela, contre qui son équipe s'impose sur le plus petit des scores (1-0).
Lors de la saison 2019-2020, il participe avec le club de Guimarães, à la phase de groupe de la Ligue Europa (quatre matchs joués).

### Olympiakos
Le 7 septembre 2020, Pêpê s'engage avec l'Olympiakos pour un contrat de cinq ans.

### FC Famalicão
Le 2 février 2021, Pêpê est prêté jusqu'à la fin de la saison au FC Famalicão.
Le 7 août 2021 son prêt est prolongé jusqu'à la fin de la saison 2021-2022.

### En sélection
Avec les moins de 17 ans, il participe au championnat d'Europe des moins de 17 ans en 2014. Lors de cette compétition organisée à Malte, il joue deux matchs. Il se met en évidence en inscrivant un but lors du dernier match de poule contre l'Allemagne. Le Portugal s'incline en demi-finale face à l'Angleterre.
Avec les moins de 19 ans, il s'illustre lors des éliminatoires du championnat d'Europe, en inscrivant un doublé face à la Turquie, puis un but face à la Géorgie. Il participe ensuite au championnat d'Europe des moins de 19 ans 2016 organisée en Allemagne. Lors de cette compétition, il joue quatre matchs, tous en tant que titulaire. Le Portugal s'incline en demi-finale face à l'équipe de France.
Avec les moins de 20 ans, il dispute la Coupe du monde des moins de 20 ans en 2017. Lors du mondial junior qui se déroule en Corée du Sud, il joue quatre matchs. Le Portugal s'incline en quart de finale face à l'Uruguay, après une séance de tirs au but.
Le 11 octobre 2016, Pêpê joue son premier match avec l'équipe du Portugal espoirs, face au Liechtenstein, contre qui son équipe s'impose largement par sept buts à un. Le 23 mars 2018, il délivre sa première passe décisive avec les espoirs, contre ce même Liechtenstein, lors des éliminatoires de l'Euro espoirs 2019 (victoire 7-0). Il délivre une seconde passe décisive le 11 septembre de la même année, face au Pays de Galles, lors de ces mêmes éliminatoires (victoire 0-2).